# Microchiroptera
Microchiroptera is de grootste van de twee onderordes uit de orde der vleermuizen (Chiroptera). De andere onderorde, Megachiroptera, bevat slechts één familie, de grote vleermuizen of vleerhonden (Pteropodidae). Daarom worden de Microchiroptera ook wel kleine vleermuizen genoemd, alhoewel sommige "kleine vleermuizen" groter worden dan veel soorten "grote vleermuizen". Tot deze onderorde behoort ook Kitti's varkensneusvleermuis (Craseonycteris thonglongnyai), met een lichaamsgewicht van minder dan 2 gram het kleinst bekende zoogdier ter wereld, evenals alle in Nederland en België voorkomende soorten vleermuizen. Het grootste lid van de onderorde is de naakte vleermuis (Cheiromeles torquatus) uit Zuidoost-Azië, die 175 gram kan wegen.
Alle soorten zijn nachtdieren en gebruiken echolocatie om de omgeving te verkennen. Veel soorten sporen er ook prooidieren mee op, alhoewel sommige soorten ook op het zicht of de reukzin prooi kunnen vinden. De meeste soorten zien echter slecht. Alhoewel de meeste soorten insecteneters zijn, bestaan er ook soorten die leven, van vissen, kleine gewervelden, nectar of vruchten. De bekende vampiervleermuizen (Desmodontinae) drinken bloed.

## Nieuwe indeling
Genetisch onderzoek lijkt aan te tonen dat enkele families uit de Microchiroptera nauwer verwant zijn aan de vleerhonden dan aan de overige vleermuizen. Deze families zijn de hoefijzerneuzen (Rhinolophidae), de bladneusvleermuizen van de Oude Wereld (Hipposideridae), de reuzenoorvleermuizen (Megadermatidae), de klapneuzen (Rhinopomatidae) en Kitti's varkensneusvleermuis (Craseonycteridae). Enkele wetenschappers zijn er daarom toe overgegaan om de parafyletische Microchiroptera te verwerpen en deze vijf families samen met de Megachiroptera in een nieuwe onderorde geplaatst, de Yinpterochiroptera, waarbij de vijf families in een aparte infraorde worden geplaatst, de Yinochiroptera. De 12 overgebleven families vormen samen de onderorde Yangochiroptera.
Deze nieuwe indeling is verwonderlijk, omdat sommige van deze families een zeer sterk ontwikkeld systeem van echolocatie hebben ontwikkeld, een systeem dat volledig ontbreekt bij de vleerhonden. Dit zou betekenen dat de echolocatiesystemen van beide onderordes zich apart heeft ontwikkeld, of dat de vleerhonden vroeger wel een echolocatiesysteem kende, maar deze gaandeweg verloren hebben.

## Families
De Microchiroptera bestaan uit de volgende families:
- Kitti's varkensneusvleermuis (Craseonycteridae)
- Klapneusvleermuizen (Rhinopomatidae)
- Reuzenoorvleermuizen (Megadermatidae)
- Hoefijzerneusvleermuizen (Rhinolophidae)
- Bladneusvleermuizen van de Oude Wereld (Hipposideridae)
- Spleetneusvleermuizen (Nycteridae)
- Schedestaartvleermuizen (Emballonuridae)
- Nieuw-Zeelandse vleermuizen (Mystacinidae)
- Hechtschijfvleermuizen (Thyropteridae)
- Furievleermuizen (Furipteridae)
- Hazenlipvleermuizen (Noctilionidae)
- Plooilipvleermuizen (Mormoopidae)
- Bladneusvleermuizen van de Nieuwe Wereld (Phyllostomidae)
- Trechteroorvleermuizen (Natalidae)
- Zuigschijfvleermuizen (Myzopodidae)
- Bulvleermuizen (Molossidae)
- Gladneusvleermuizen (Vespertilionidae)